# Maytenus magellanica
Maytenus magellanica là một loài thực vật có hoa trong họ Dây gối. Loài này được (Lam.) Hook. f. mô tả khoa học đầu tiên.

## Hình ảnh

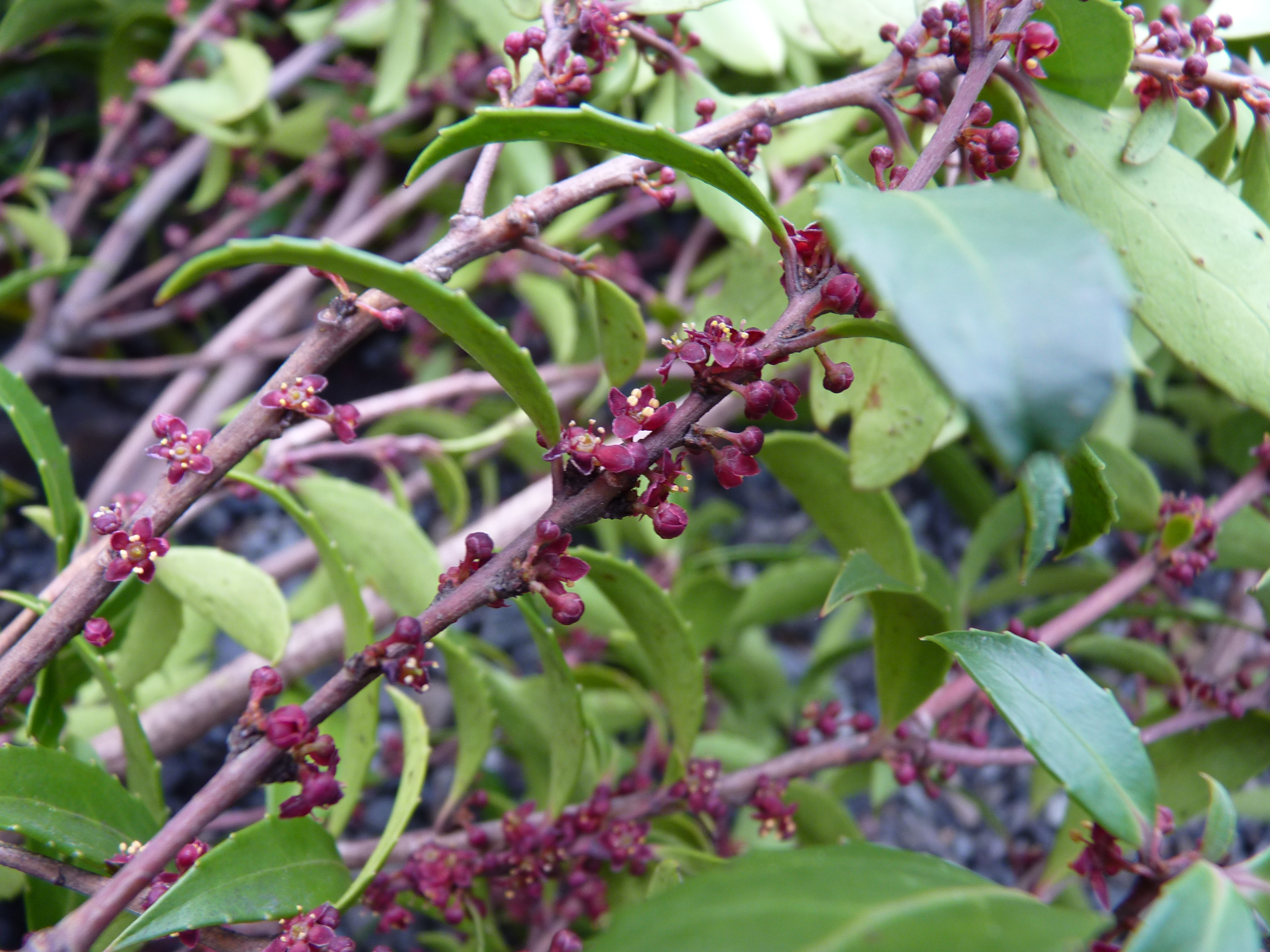
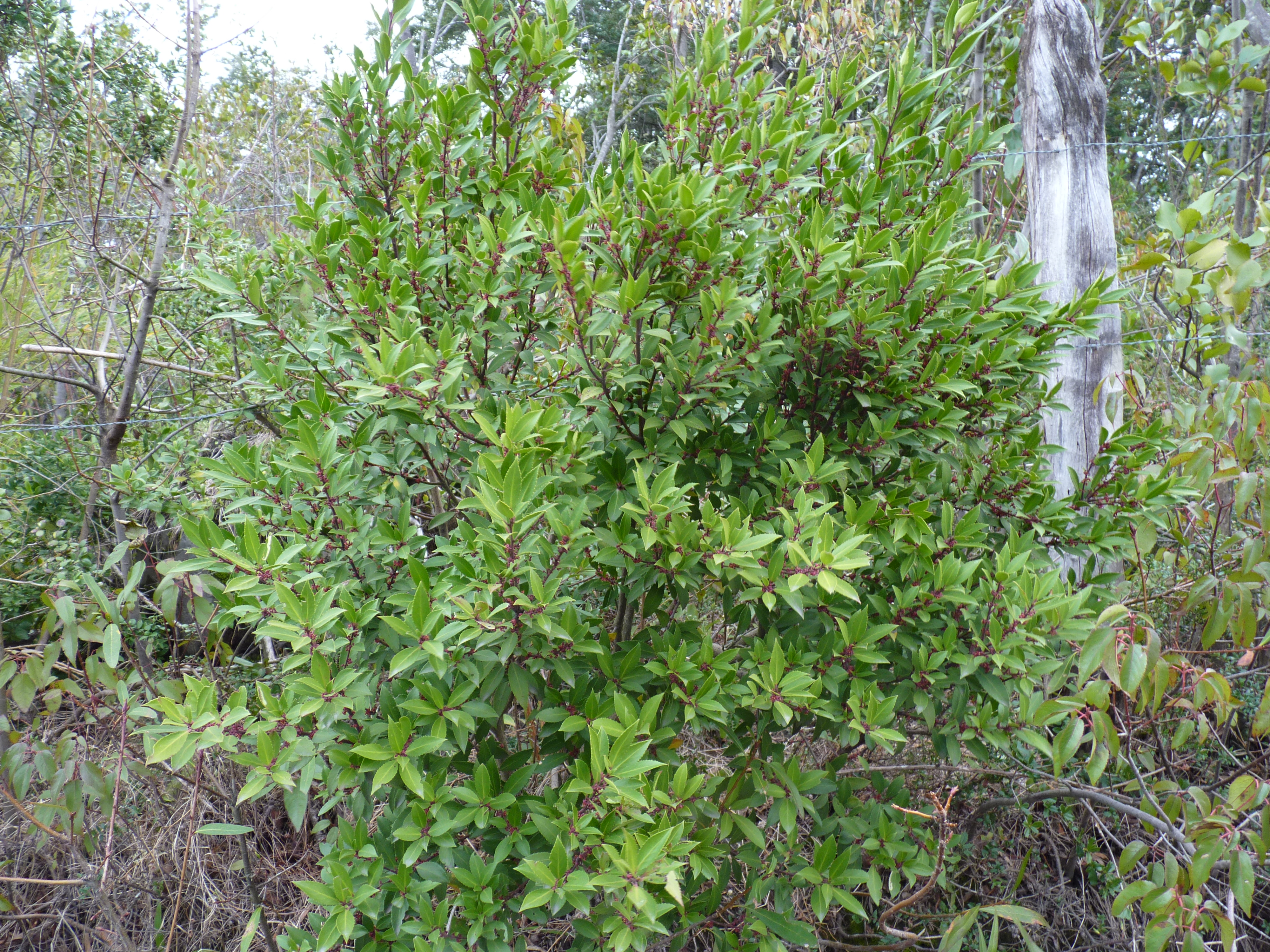
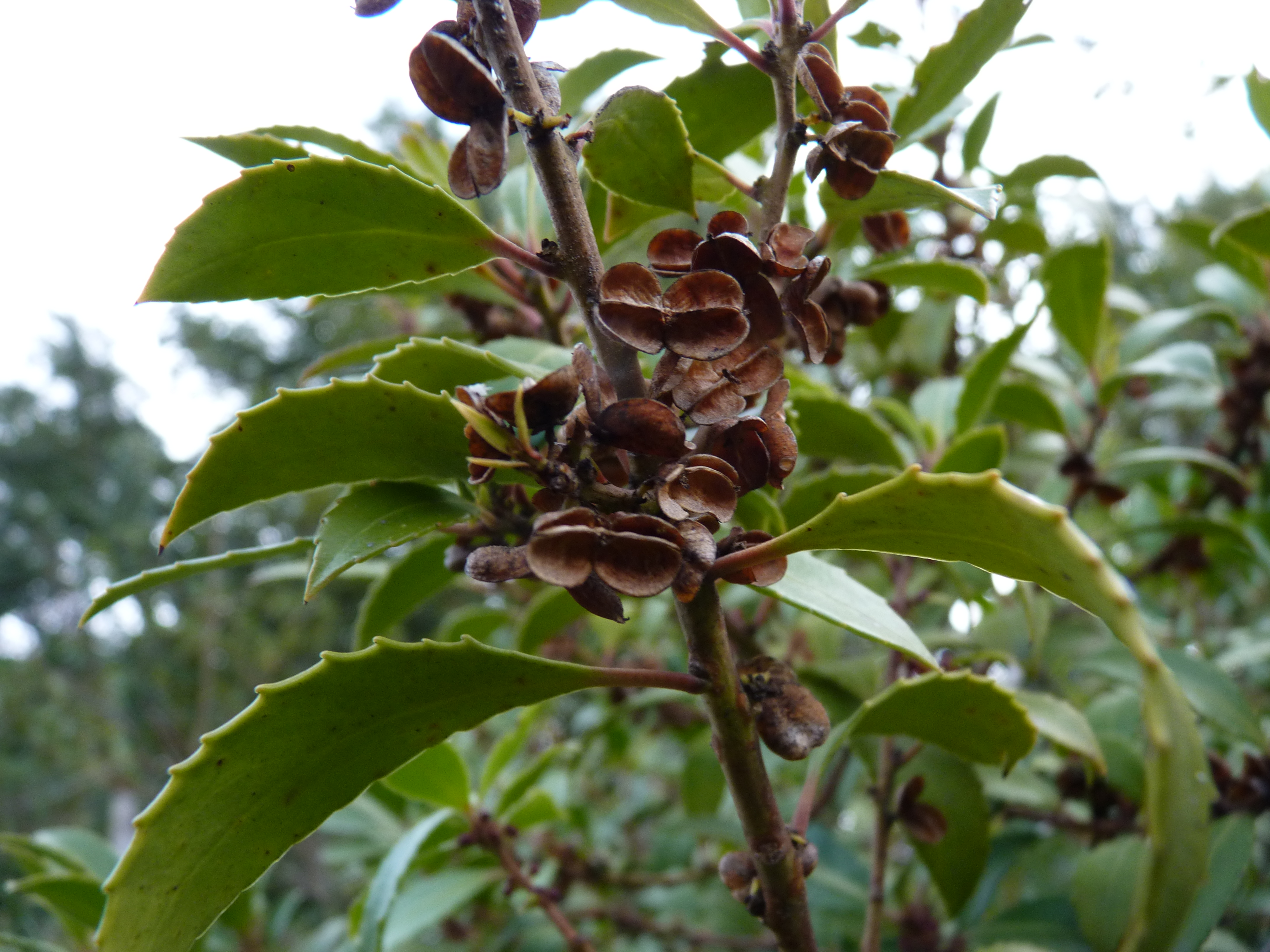